# Laurence Debray
Pour les articles homonymes, voir Debray.
Œuvres principales
Juan Carlos d'Espagne (2013)
Fille de révolutionnaires (2017)
Mon Roi déchu : Juan Carlos d'Espagne (2021)
Laurence Debray, née en 1976 à Paris, est une femme de lettres française, fille d'Elizabeth Burgos et de Régis Debray.

## Biographie

### Jeunesse et études
Laurence Debray est la fille de l'intellectuel, ex-castriste et théoricien de la guérilla marxiste‑léniniste Régis Debray et de l'historienne vénézuélienne et guérillera proche de Fidel Castro, Elizabeth Burgos. Elle est la filleule de l'actrice Simone Signoret et du peintre chilien Roberto Matta, elle est également la petite-fille de Janine Alexandre-Debray. À l'âge de 10 ans, elle est envoyée en camp de pionniers à Cuba, où elle apprend à tirer.
Ses parents révolutionnaires lui apportent une culture littéraire et intellectuelle et elle est très jeune entourée de réfugiés des dictatures d'Amérique du Sud, mais elle prend par la suite le contre-pied de son père, par ses études, par son mariage et par son désir de découvrir les États-Unis (dans l'éducation donnée par son père, raconte-t-elle, « c'était normal de ne même pas avoir envie de boire du Coca ou de manger des corn-flakes, parce que c'était américain ») ; elle se rapproche alors de ses grands-parents.
Elle fugue une première fois après que son père décroche une photo de Juan Carlos (« exemple du roi républicain ») sur un mur, pour la remplacer par une de François Mitterrand, et une seconde fois, lorsqu'il refuse qu'elle se fasse baptiser.
Elle est titulaire d’une maîtrise d’histoire à la Sorbonne sur la transition démocratique espagnole, sa thèse est publiée en Espagne en 2000 sous le titre La Forja de un Rey. Elle est diplômée de l'École des hautes études commerciales de Paris (HEC).

### Activités
Elle a publié une biographie du roi d'Espagne, Juan Carlos, en France en 2013 puis en Espagne en 2014. Cet ouvrage a servi de base au documentaire, Moi, Juan Carlos, roi d'Espagne, réalisé par Miguel Courtois, dans lequel elle interviewe Juan Carlos et Felipe VI, diffusé en prime time sur France 3 le 15 février 2016. Un an plus tard, en octobre 2021, elle publie Mon Roi déchu, après s'être entretenue en tête à tête avec Juan Carlos en exil à Abou Dhabi, une exclusivité journalistique mondiale. Elle a ensuite passé deux ans à Abou Dhabi pour travailler avec Juan Carlos sur ses mémoires,. De retour entre Paris et Madrid, elle collabore au magazine Hola.
En octobre 2017, elle publie l'ouvrage Fille de révolutionnaires aux éditions Stock. L’occasion pour l'auteure de dresser un portrait intime et politique de ses parents.
Lors de L'Émission politique présentée par Léa Salamé le 30 novembre 2017, elle questionne Jean-Luc Mélenchon sur ses positions favorables au gouvernement vénézuélien de Nicolas Maduro. Le député de la France Insoumise s'emporte et la traite de menteuse,,. À la suite du débat, Libération soutient que les propos tenus par Laurence Debray étaient exacts, tandis que Les Inrocks jugent que le choix de Laurence Debray comme intervenante a fait polémique.
En avril 2018, lors de la 27e Journée du Livre politique à l'Assemblée nationale, organisée par l'association Lire la politique, elle reçoit pour son ouvrage Fille de révolutionnaires le Prix du livre politique dont le jury est présidé par Frédéric Mitterrand, le Prix des députés, et le Prix étudiant du livre politique France Culture. Un triplé inédit.
Elle a participé, avec une biographie de Fidel Castro, au livre collectif Le siècle des dictateurs sous la direction de Olivier Guez, publié par Perrin et Le Point en août 2019.
Elle a participé au livre collectif "les écrivains sous les drapeaux" (Editions Fayard, Novembre 2022) dans lequel elle raconte son immersion de quelques jours dans un régiment des troupes de Marine.
Elle réalise en 2019,, le documentaire Venezuela, l'ombre de Chavez, produit par Day for Night et Arte et diffusé sur Arte en décembre 2019,, qui sera primé par un Laurier de l'audiovisuel (première œuvre, prix Marcel-Julian),. En 2021 il sera aussi diffusé en espagnol et en anglais sur la chaine allemande Deutsche Welle.

## Vie privée
Elle est mariée à Émile Servan-Schreiber, fils de Jean-Jacques Servan-Schreiber, avec qui elle a deux enfants.

## Publications
- (es) La forja de un rey : Juan Carlos I, de sucesor de Franco a Rey de España : política exterior y democratización interior  (trad. José Villa Rodríguez), Fundación El Monte, 2000 (présentation en ligne).
- Juan Carlos d'Espagne, Paris, Perrin, 2013, 410 p. (ISBN 978-2-262-03472-6, présentation en ligne), et version actualisée, Perrin 2019[32].

- (es) Juan Carlos de España  (trad. Íñigo Sánchez-Paños, Elena M. Cano), Editorial Alianza, 2014 (présentation en ligne)

- Fille de révolutionnaires, Paris, Stock, 2017, 311 p. (ISBN 978-2-234-07760-7).

- Mon Roi déchu : Juan Carlos d' Espagne, Paris, Stock, 2021, 200 p. (ISBN 978-2-234-08836-8, présentation en ligne).

## Documentaire
- Venezuela, l'ombre de Chavez, Day-for-Night et Arte, 2019[26],[27].